# 馬丁利 (肯塔基州)
馬丁利（英語：Mattingly）是位於美國肯塔基州布雷肯里奇縣的一個非建制地區。

## 地理
馬丁利所處的海拔為高於海平面229米（即751英呎），而該地所採用的時區為UTC-6，即北美中部時區（CST）。同時該地設有夏令時間，為UTC-6調快一小時，即UTC-5（CDT）。